# Kasumi (imię)
Kasumi (jap. かすみ, カスミ) – żeńskie imię japońskie.

## Możliwa pisownia
Kasumi można zapisać używając wielu różnych znaków kanji i może znaczyć m.in.:
- 霞, „mgła”[1]
- 香澄, „zapach, czysty”
- 佳純

## Znane osoby
- Kasumi Ishikawa (佳純), japońska tenisistka stołowa
- Kasumi Nishihara (加純), japońska lekkoatletka, specjalistka od długich dystansów

## Fikcyjne postacie
- Kasumi (霞), postać z gry Dead or Alive
- Kasumi (カスミ) / Misty, bohaterka serii Pokémon
- Kasumi Goto, bohaterka serii gier Mass Effect
- Kasumi Kisaragi (香澄), bohaterka OVA i light novel Kujibiki Unbalance
- Kasumi Nakasu (かすみ), bohaterka gry Love Live! School Idol Festival ALL STARS(inne języki) i anime Love Live! Nijigasaki High School Idol Club(inne języki)
- Kasumi Tendō (かすみ), bohaterka mangi i anime Ranma ½
- Kasumi Tōdō (香澄), bohaterka serii gier Art of Fighting